# Anna Langfus
Anna Langfus, nata Anna-Regina Szternfinkiel (Lublino, 2 gennaio 1920 – Parigi, 12 maggio 1966), è stata una scrittrice e drammaturga polacca naturalizzata francese, autrice di testi in lingua francese sull'Olocausto e sulla tragedia di coloro che sono sopravvissuti.
Uno dei temi del suo lavoro è stata la ricorrente domanda su cosa scrivere o esprimere sull'Olocausto e su come farlo.

## Biografia
Nata nel 1920 a Lublino, cittadina situata nella parte est della Polonia, Anna Regina Szternfinkiel era la seconda figlia di una coppia ebrea di commercianti all'ingrosso, Moshe Szternfinkiel, un broker di cereali, e Maria Wajnberg. Frequentò il Państwowe Gimnazjum im. Unii Lubelskiej (Scuola secondaria statale), diplomandosi nel 1937. Nello stesso periodo frequentavano la stessa scuola le future poetesse Julia Hartwig e Anna Kamieńska.
Si sposò a 18 anni con il diciannovenne Jakub Rajs, anch'egli figlio di commercianti ebrei, e con lui partì per Verviers in Belgio dove entrambi frequentarono l’Ecole supérieure des textiles. Tornati nell'estate 1939 a Lublino per le vacanze, i ragazzi vi rimasero bloccati a causa dalla guerra. Nel 1942 Anna, il marito e i genitori di lei riuscirono a trasferirsi nel ghetto di Varsavia. Qui i genitori furono uccisi o deportati nel 1943. Anna e Jakub, entrati nella Resistenza polacca, si nascosero sotto falso nome prima nella parte "ariana" della città, poi nei boschi a nord. Anna divenne ufficiale di collegamento. La coppia fu arrestata dalla Gestapo e imprigionata e torturata a Nowy Dwór Mazowiecki, dove Jakub fu ucciso. Anna fu trasferita nel campo di Płońsk, dove rimase fino alla liberazione da parte dell'esercito russo nel marzo del 1945.

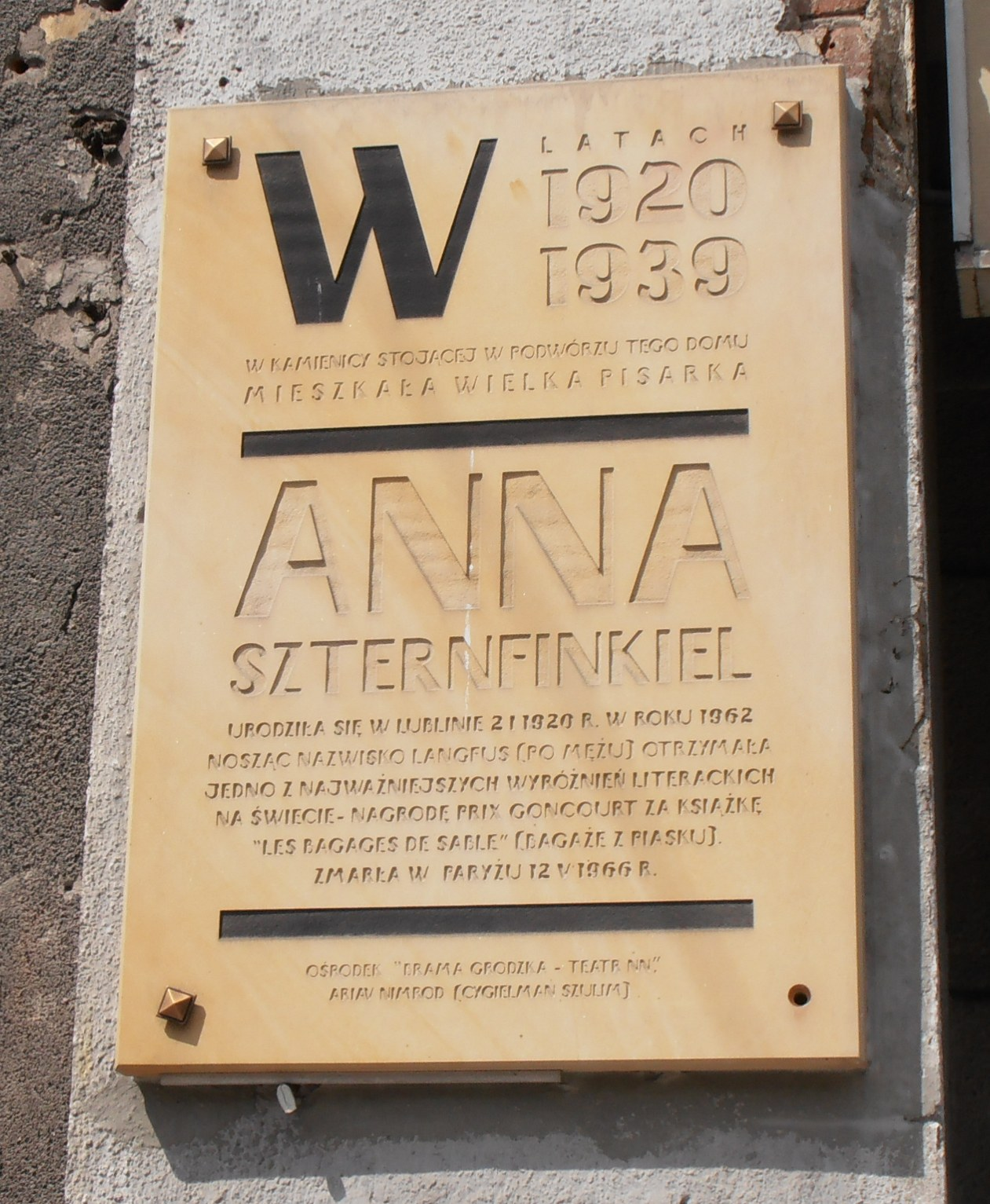
Targa commemorativa di Anna Szternfinkiel Langfus a Lublino

Dopo un iniziale ritorno a Lublino, dove si iscrisse ad una scuola di teatro, lo Studio Dramatyczne, e dove però non aveva più nessuno dei suoi cari, Anna si trasferì in Francia. Qui insegnò matematica in un orfanotrofio ebraico a Rueil-Malmaison, vicino a Parigi. Nel gennaio 1948 sposò Aron Langfus, un giovane conosciuto in Polonia come lei sopravvissuto alla Shoah, e nel maggio dello stesso anno nacque la loro figlia Maria.
Riavvicinatasi agli studi teatrali, iniziò a scrivere in francese dapprima alcune recensioni, poi nel 1952 la sua prima opera teatrale Les Lépreux, interpretata nel 1956 sotto la direzione di Sacha Pitoëff. L'opera evoca gli arresti e gli omicidi di ebrei polacchi nel 1941. Questa forma teatrale si rivela indubbiamente troppo dolorosa per i molti spettatori che lasciano la sala.
Le Sel et le soufre, romanzo pubblicato nel 1960 da Gallimard, evoca la sua esperienza durante la guerra. Le sue qualità letterarie attirano immediatamente l'attenzione della critica e del pubblico. Riceve per questo libro il prestigioso Premio svizzero Charles Veillon. Il seguente romanzo, Les Bagages de sable (pubblicato in Italia da Feltrinelli nel 1963 con il titolo "L'estranea") si presenta sotto forma di una storia d'amore fallita, il dolore di una sopravvissuta all'Olocausto che non riesce a tornare nel mondo. L'opera vinse il Premio Goncourt nel 1962. Anna Langfus fu la quarta donna a vincere tale Premio. 
Il suo terzo romanzo, Saute, Barbara, pubblicato nel 1965, prosegue il tema dell'incapacità di un sopravvissuto di lasciare andare il passato e concentrarsi sul presente.
Si stabilì a Sarcelles (Val-d'Oise) nei primi anni '60 dove conobbe il giovane Tobie Nathan, futuro psichiatra e scrittore, che ne scrive nel suo libro Ethno-roman, pubblicato nel 2012.
Complessivamente la produzione di Anna Langfus comprende, oltre ai 3 romanzi, dieci drammi teatrali o radiofonici e diversi racconti. Le sue opere sono tradotte in 15 lingue. Un quarto racconto è rimasto incompiuto a causa della morte prematura dell'autrice che avvenne nel 1966 a causa di un infarto.

## Opere
Secondo la data della prima stesura:

### Teatro
- 1956: Les Lépreux (pubblicata in un'edizione critica intitolata Le premier théâtre de la Shoah), opera messa in scena da Sacha Pitoëff
- 1959: L’Homme clandestin (non pubblicata), opera messa in scena da Daniel Posta
- 1961: La Récompense (non pubblicata), opera messa in scena da Jean Mercure
- 1963: Amos ou les fausses expériences (non pubblicata), opera messa in scena da Marcelle Dambremont

### Romanzi
- 1960: Le Sel et le Soufre – Premio Charles Veillon
- 1962: Les Bagages de sable – Premio Goncourt - Pubblicato in Italia con il titolo "L'estranea"
- 1965: Saute, Barbara – adattato al cinema con il titolo Pour un sourire nel 1970

### Opere radiofoniche
- 1965: Le Dernier témoin

### Altri testi
- 1963: L'usage de la parole (con Ralph Feigelzon)
- 1965: Chopin (lavoro collettivo)